# TRT 4K
TRT 4K – tureckojęzyczna stacja telewizyjna, której nadawcą jest Türkiye Radyo Televizyon Kurumu. Kanał został uruchomiony 19 lutego 2015 jako pierwsza w Turcji stacja nadająca program w najwyższej rozdzielczości.

## Historia
Kanał rozpoczął nadawanie 19 lutego 2015 z satelity Türksat 2A, stając się pierwszą w Turcji stacją dostępną w jakości UHDTV. W tym samym roku jego sygnał został również uruchomiony z satelity Türksat 4A. 10 czerwca 2016, w związku z transmisją Mistrzostw Europy w Piłce Nożnej 2016, kanał rozpoczął regularną emisję z satelity Türksat 3A.